# Cyclophora depupillata
Cyclophora depupillata là một loài bướm đêm trong họ Geometridae.